# Le Poids du crime
Le Poids du crime (Burden of Guilt) est un roman policier de l’écrivain australien Carter Brown publié en 1970 aux États-Unis, puis en 1971 en Australie. 
Le roman est traduit en français en 1971 dans la Série noire. La traduction, prétendument "de l'américain", est signée Denise May. C'est une des nombreuses aventures du lieutenant Al Wheeler, bras droit du shérif Lavers dans la ville californienne fictive de Pine City ; la trente-troisième traduite aux Éditions Gallimard. Le héros est aussi le narrateur.

## Résumé
Shirley Lucas est retrouvée étranglée, après avoir été sauvagement battue, sur la pelouse de la maison louée par Gerard Kingsley, avocat rayé du barreau, mais toujours conseiller juridique d'un leader syndical marron, après avoir contribué à faire condamner son prédécesseur... La victime serait une call-girl fréquentée par Kingsley ; mais celui-ci est à Pine-City pour une entrevue secrète entre un industriel et le syndicaliste marron, et pense qu'on veut lui faire porter le chapeau pour saboter les négociations. Dans un milieu où presque tout le monde joue double jeu, Al Wheeler se trouve soudain chargé d'un poids terrible : le brave sergent Polnik est abattu dans sa mission. Et cela fait deux crimes odieux à élucider, avec deux coupables différents.

## Personnages
- Al Wheeler, lieutenant enquêteur au bureau du shérif de Pine City.
- Le shérif Lavers.
- Annabelle Jackson, secrétaire du shérif.
- Doc Murphy, médecin légiste.
- Ed Sanger, technicien du laboratoire criminel.
- Le sergent Polnik.
- L'agent Stevens.
- Gerard Kingsley, conseiller juridique de Hal Cordain.
- Adele Kingsley, son épouse.
- Walter Tyler, secrétaire particulier de Kingsley[5].
- James Strachan, industriel de Los Angeles.
- Moira Arthur, sa conseillère juridique.
- Hal Cordain, syndicaliste marron.
- Joe Dana, rival de Hal Cordain.
- Fisher, responsable des gros bars du syndicat.
- Wanda Blair, amie de la victime Shirley Lucas.

## Édition
- Série noire no 1395, 1971,  (ISBN 2070483959).